# Форт-Огелторп (Джорджія)
Форт-Огелторп (англ. Fort Oglethorpe) — місто (англ. city) в США, в округах Катуза і Вокер штату Джорджія. Населення — 10 423 особи (2020).

## Географія
Форт-Огелторп розташований за координатами 34°55′55″ пн. ш. 85°14′46″ зх. д. / 34.93194° пн. ш. 85.24611° зх. д. (34.931837, -85.246031).  За даними Бюро перепису населення США в 2010 році місто мало площу 35,98 км², уся площа — суходіл.

## Демографія
Згідно з переписом 2010 року, у місті мешкали 9263 особи в 3954 домогосподарствах у складі 2362 родин. Густота населення становила 257 осіб/км².  Було 4278 помешкань (119/км²).
Расовий склад населення:
| - 88,6 % — білих - 4,7 % — чорних або афроамериканців - 2,7 % — азіатів - 0,3 % — корінних американців - 0,1 % — вихідців з тихоокеанських островів - 1,2 % — осіб інших рас |

До двох чи більше рас належало 2,4 %. Частка іспаномовних становила 2,7 % від усіх жителів.
За віковим діапазоном населення розподілялося таким чином: 22,1 % — особи молодші 18 років, 58,8 % — особи у віці 18—64 років, 19,1 % — особи у віці 65 років та старші. Медіана віку мешканця становила 38,9 року. На 100 осіб жіночої статі у місті припадало 80,7 чоловіків;  на 100 жінок у віці від 18 років та старших — 74,8 чоловіків також старших 18 років.
Середній дохід на одне домашнє господарство  становив 47 985 доларів США (медіана — 43 843), а середній дохід на одну сім'ю — 58 555 доларів (медіана — 55 561). Медіана доходів становила 32 412 долари для чоловіків та 31 358 доларів для жінок. За межею бідності перебувало 18,8 % осіб, у тому числі 32,6 % дітей у віці до 18 років та 9,0 % осіб у віці 65 років та старших.
Цивільне працевлаштоване населення становило 4565 осіб. Основні галузі зайнятості: освіта, охорона здоров'я та соціальна допомога — 22,5 %, роздрібна торгівля — 16,5 %, виробництво — 10,1 %, мистецтво, розваги та відпочинок — 9,5 %.